# Yusuke Mori
Yusuke Mori (森 勇介?, Mori Yusuke; Shizuoka, 24 luglio 1980) è un ex calciatore giapponese, di ruolo difensore o centrocampista.